# Listrognathus sibiricus
Listrognathus sibiricus är en stekelart som beskrevs av Szepligeti 1916. Listrognathus sibiricus ingår i släktet Listrognathus och familjen brokparasitsteklar. Inga underarter finns listade i Catalogue of Life.